# True 2 Myself
True 2 Myself è il primo album in studio del rapper statunitense Lil Tjay, pubblicato l'11 ottobre 2019 sotto l'etichetta Columbia Records.

## Tracce
1. One Take – 2:48
2. Hold On – 3:09
3. F.N – 3:44
4. Dream That I Had – 2:45
5. Post to Be (feat. Rileyy Lanez) – 3:09
6. Ruthless (feat. Jay Critch) – 4:04
7. Mixed Emotions – 3:01
8. Decline (feat. Lil Baby) – 3:45
9. Sex Sounds – 2:42
10. Leaked – 3:40
11. Laneswitch – 2:30
12. Brothers – 3:30
13. Goat – 4:02
14. Top Of My Game – 2:27
15. No Escape – 3:44
16. Brothers (Remix) (feat. Lil Durk) – 3:30
17. Leaked (Remix) (feat. Lil Wayne) – 3:20